# Dendronephthya carnea
Dendronephthya carnea is een zachte koraalsoort uit de familie Nephtheidae. De koraalsoort komt uit het geslacht Dendronephthya. Dendronephthya carnea werd in 1889 voor het eerst wetenschappelijk beschreven door Wright & Studer. 